# جورج بلايند
جورج بلايند (بالفرنسية: Georges Blind)‏ هو رجل إطفاء فرنسي، ولد في 17 نوفمبر 1904 في بلفور في فرنسا، وتوفي في 4 ديسمبر 1944 في معسكر أوشفيتز بيركينو في بولندا بسبب إعدام رميا بالرصاص.